# Lijst van onroerend erfgoed in Londerzeel
Een overzicht van het onroerend erfgoed in de gemeente Londerzeel. Het onroerend erfgoed maakt deel uit van het cultureel erfgoed in België.

## Bouwkundig erfgoed
| Object                                          | Erfgoedstatus?                | Bouwjaar of architect | Deelgemeente | Adres                   | Coördinaten                   | Nummer? | Afbeelding                                      |
| ----------------------------------------------- | ----------------------------- | --------------------- | ------------ | ----------------------- | ----------------------------- | ------- | ----------------------------------------------- |
| Parochiekerk Sint-Christoffel                   | Monument                      |                       | Londerzeel   | Markt 33                | 51° 0' 6" NB, 4° 18' 8" OL    | 40027   | Parochiekerk Sint-Christoffel                   |
| Herenhuis De Burcht                             | Monument                      |                       | Londerzeel   | Burcht 7                | 51° 0' 6" NB, 4° 18' 2" OL    | 40028   | Herenhuis De Burcht                             |
| Burgerhuis                                      |                               |                       | Londerzeel   | Dorpsstraat 21          | 51° 0' 15" NB, 4° 18' 8" OL   | 40033   | Burgerhuis                                      |
| Dorpswoningen                                   |                               |                       | Londerzeel   | Dorpsstraat 25-27       | 51° 0' 15" NB, 4° 18' 7" OL   | 40034   | Dorpswoningen                                   |
| Dorpswoning                                     |                               |                       | Londerzeel   | Gildenstraat 23         | 51° 0' 7" NB, 4° 18' 16" OL   | 40035   | Dorpswoning                                     |
| Rij dorpswoningen                               |                               |                       | Londerzeel   | Kerkhofstraat 3-9       | 51° 0' 10" NB, 4° 18' 11" OL  | 40036   | Rij dorpswoningen                               |
| Burgerhuis                                      |                               |                       | Londerzeel   | Kerkstraat 11           | 51° 0' 8" NB, 4° 18' 8" OL    | 40037   | Burgerhuis                                      |
| Burgerhuis                                      |                               |                       | Londerzeel   | Kerkstraat 14           | 51° 0' 10" NB, 4° 18' 7" OL   | 40038   | Burgerhuis                                      |
| Burgerhuis                                      |                               |                       | Londerzeel   | Kerkstraat 15           | 51° 0' 8" NB, 4° 18' 10" OL   | 40039   | Burgerhuis                                      |
| Dorpswoning                                     |                               |                       | Londerzeel   | Klein Holland 1         | 51° 0' 34" NB, 4° 17' 57" OL  | 40041   | Dorpswoning                                     |
| Gesloten hoeve                                  |                               |                       | Londerzeel   | Maldersesteenweg 107    | 51° 1' 41" NB, 4° 16' 37" OL  | 40050   | Gesloten hoeve                                  |
| Boerenhuis                                      |                               |                       | Londerzeel   | Maldersesteenweg 124    | 51° 1' 20" NB, 4° 16' 13" OL  | 40051   | Boerenhuis                                      |
| Gemeentehuis van Londerzeel                     |                               |                       | Londerzeel   | Markt 1                 | 51° 0' 5" NB, 4° 18' 5" OL    | 40052   | Gemeentehuis van Londerzeel                     |
| Burgerhuis                                      |                               |                       | Londerzeel   | Markt 15                | 51° 0' 6" NB, 4° 18' 11" OL   | 40054   | Burgerhuis                                      |
| Burgerhuis                                      |                               |                       | Londerzeel   | Markt 20                | 51° 0' 7" NB, 4° 18' 9" OL    | 40055   | Burgerhuis                                      |
| Langgestrekte hoeve                             |                               |                       | Londerzeel   | Minnestraat 7           | 51° 1' 30" NB, 4° 18' 45" OL  | 40065   | Langgestrekte hoeve                             |
| Watermolen Koevoordemolen                       | Monument                      |                       | Londerzeel   | Koevoetmolenstraat 8    | 51° 2' 22" NB, 4° 16' 58" OL  | 40070   | Watermolen Koevoordemolen                       |
| Hoeve Diepenbroekhof                            |                               |                       | Londerzeel   | Watermolenstraat 25     | 51° 0' 9" NB, 4° 16' 35" OL   | 40076   | Hoeve Diepenbroekhof                            |
| Calvariebergkapel                               | Monument                      |                       | Londerzeel   | Bergkapelstraat 57      | 51° 0' 25" NB, 4° 19' 23" OL  | 40078   | Calvariebergkapel                               |
| Parochiekerk Sint-Jozef en pastorie             |                               |                       | Londerzeel   | Bloemstraat 2           | 51° 1' 39" NB, 4° 17' 38" OL  | 40080   | Parochiekerk Sint-Jozef en pastorie             |
| Kasteel Drie Torens                             |                               |                       | Londerzeel   | Drietorenstraat 41      | 51° 0' 32" NB, 4° 17' 7" OL   | 40086   | Kasteel Drie Torens                             |
| Parochiekerk Sint-Amanduskerk                   | orgel (Monument)              |                       | Malderen     | Jozef Vermaesenplein    | 51° 1' 12" NB, 4° 14' 36" OL  | 40091   | Parochiekerk Sint-Amanduskerk                   |
| Domein Groenhove                                |                               |                       | Malderen     | Groenhof 1              | 51° 1' 38" NB, 4° 15' 17" OL  | 40092   | Domein Groenhove                                |
| Hoeve                                           |                               |                       | Malderen     | Zwaantje 8              |                               | 40095   | Hoeve                                           |
| Watermolen Herbordinnenmolen                    |                               |                       | Malderen     | Herbodin 3-5            | 51° 1' 10" NB, 4° 16' 8" OL   | 40096   | Watermolen Herbordinnenmolen                    |
| Windmolen Heidemolen                            | Monument                      |                       | Malderen     | Molenheide 25           | 51° 0' 46" NB, 4° 14' 29" OL  | 40101   | Windmolen Heidemolen                            |
| Pastorie Sint-Amandusparochie                   |                               |                       | Malderen     | Jozef Vermaesenplein 20 | 51° 1' 14" NB, 4° 14' 37" OL  | 40107   | Pastorie Sint-Amandusparochie                   |
| Dorpswoning                                     |                               |                       | Malderen     | Jozef Vermaesenplein 12 | 51° 1' 13" NB, 4° 14' 33" OL  | 40108   | Dorpswoning                                     |
| Parochiekerk Sint Genoveva                      | Monument                      |                       | Steenhuffel  | Steenhuffeldorp 16A     | 50° 59' 44" NB, 4° 16' 5" OL  | 40110   | Parochiekerk Sint Genoveva                      |
| Diepensteinkasteel                              | Monument                      |                       | Steenhuffel  | Diepensteyn 1           | 51° 0' 1" NB, 4° 16' 17" OL   | 40111   | Diepensteinkasteel                              |
| Watermolen Marselaersmolen                      | Monument                      |                       | Steenhuffel  | Bontestraat 35          | 50° 58' 54" NB, 4° 15' 50" OL | 40113   | Watermolen Marselaersmolen                      |
| Burgerhuis                                      |                               |                       | Steenhuffel  | Steenhuffeldorp 7-9     | 50° 59' 46" NB, 4° 15' 60" OL | 40114   | Burgerhuis                                      |
| Burgerhuis                                      |                               |                       | Steenhuffel  | Steenhuffeldorp z.nr.   | 50° 59' 45" NB, 4° 15' 59" OL | 40115   | Burgerhuis                                      |
| Langgestrekte hoeve                             |                               |                       | Steenhuffel  | Haan 25                 | 50° 59' 40" NB, 4° 14' 42" OL | 40116   | Langgestrekte hoeve                             |
| Hoeve 't Verreveld                              |                               |                       | Steenhuffel  | Heerbaan 132            | 50° 58' 56" NB, 4° 15' 17" OL | 40117   | Hoeve 't Verreveld                              |
| Watermolen Diepensteynmolen                     | Monument                      |                       | Steenhuffel  | Watermolenstraat 35     | 51° 0' 9" NB, 4° 16' 18" OL   | 40119   | Watermolen Diepensteynmolen                     |
| Boerenhuis                                      |                               |                       | Steenhuffel  | Plas 27                 | 51° 0' 28" NB, 4° 15' 39" OL  | 40120   | Boerenhuis                                      |
| Hemelrijkhof                                    |                               |                       | Steenhuffel  | Robbroekstraat 39       | 50° 58' 31" NB, 4° 16' 9" OL  | 40121   | Hemelrijkhof                                    |
| Gesloten hoeve Ter Hulstbos                     |                               |                       | Steenhuffel  | Rossemstraat 58         | 50° 58' 53" NB, 4° 16' 32" OL | 40122   | Upload foto                                     |
| Gesloten hoeve                                  |                               |                       | Steenhuffel  | Smisstraat 88           | 50° 59' 39" NB, 4° 15' 27" OL | 40125   | Gesloten hoeve                                  |
| Burgerhuis                                      |                               |                       | Steenhuffel  | Brouwerijstraat 10      | 50° 59' 48" NB, 4° 16' 3" OL  | 40127   | Burgerhuis                                      |
| Boerenhuis                                      |                               |                       | Londerzeel   | Kaaskantmolenstraat 7   | 50° 59' 24" NB, 4° 17' 47" OL | 40222   | Boerenhuis                                      |
| Boerenhuis                                      |                               |                       | Londerzeel   | Drietorenstraat 24      |                               | 213954  | Boerenhuis                                      |
| Villa Van Assche                                |                               |                       | Londerzeel   | Brusselsestraat 57      |                               | 213997  | Villa Van Assche                                |
| Dorpswoning met reclameschildering Olijfje 1938 | reclameschildering (monument) |                       | Londerzeel   | Stationsstraat 47       |                               | 214860  | Dorpswoning met reclameschildering Olijfje 1938 |
| Oorlogsmonument Eerste Wereldoorlog             |                               |                       | Londerzeel   | Blauwenhoek             |                               | 216458  | Oorlogsmonument Eerste Wereldoorlog             |
| Hoeve Hof ter Winckele                          |                               |                       | Londerzeel   | Holle Eikstraat 25      |                               | 216459  | Hoeve Hof ter Winckele                          |
| Windmolen 't Merelaantje                        | Monument                      |                       | Londerzeel   | Holle Eikstraat 34      |                               | 216462  | Windmolen 't Merelaantje                        |